# Christopher Burmeister
Christopher Burmeister, född omkring 1595 och död efter 1671, var en svensk militär av tysk-baltiskt ursprung.
Burmeister kom redan 1613 i svensk krigstjänst, och deltog först under Gustav II Adolfs livländska fälttåg, därpå i 30-åriga kriget, och 1644 i Horns fälttåg i Skåne, men fick 1645 avsked. 1656 blev Burmeister överste och deltog med utmärkelse i försvaret av Finland mot ryssarna, och var en tid kommendant i det strategiskt viktiga Viborg. 1657 blev Burmeister landshövding och kommendant på Kexholms fästning, men sårades svårt i en strid med ryssarna samma år, och utnämndes därför 1658 till överkommendant i det lugnare Pernau. 1671 fick Burmeister avsked, och hans vidare öden är okända.